# Eupithecia abacta
Eupithecia abacta là một loài bướm đêm trong họ Geometridae.